# Šéfové na zabití 2
Šéfové na zabití 2 (v anglickém originále Horrible Bosses 2) je americká filmová komedie z roku 2014. Režisérem filmu je Sean Anders. Hlavní role ve filmu ztvárnili Jason Bateman, Jason Sudeikis, Charlie Day, Jennifer Aniston a Kevin Spacey. Jedná se o pokračování filmu Šéfové na zabití. 

## Obsazení
| Jason Bateman    | Nick Hendricks   |
| Jason Sudeikis   | Kurt Buckman     |
| Charlie Day      | Dále Arbus       |
| Jennifer Aniston | Julia Harris     |
| Kevin Spacey     | David Harken     |
| Jamie Foxx       | Dean Jones       |
| Chris Pine       | Rex Hanson       |
| Christoph Waltz  | Bert Hanson      |
| Jonathan Banks   | detektiv Hatcher |
| Lindsay Sloane   | Stacy Aburs      |